# Imre Boda
Imre Boda était un footballeur hongrois, aujourd'hui retraité, qui a joué au poste d'attaquant dans les années 1980 et 1990, notamment à l'Olympiakos Volos en Grèce, où il a remporté le titre de meilleur buteur du championnat en 1989. Il a été également sélectionné 8 fois en équipe nationale de Hongrie et a inscrit 3 buts (2 durant les éliminatoires de l'Euro 1988 et 1 lors des éliminatoires de la Coupe du monde 1990).

## Palmarès
- Meilleur buteur du championnat de Grèce : 1989 (20 buts)